# La Palma del Condado
La Palma del Condado is een gemeente in de Spaanse provincie Huelva in de regio Andalusië met een oppervlakte van 60 km². In 2007 telde La Palma del Condado 10.192 inwoners.

## Geboren
- Miguel Pardeza (8 februari 1965), voetballer
- Curro Sánchez (3 januari 1996), voetballer

## Demografische ontwikkeling
Bron: INE; 1857-2011: volkstellingen